# Liga Desportiva de Maputo
La Liga Desportiva de Maputo és un club de futbol de la ciutat de Maputo, Moçambic.
Va ser fundat el 8 de novembre de 1990 amb el nom Liga Desportiva Muçulmana de Maputo. El 19 de juliol de 2014 adoptà el nom Liga Desportiva de Maputo.

## Palmarès
- Lliga moçambiquesa de futbol:[2]
  - 2010, 2011, 2013, 2014
- Copa moçambiquesa de futbol:[3]
  - 2012, 2015
- Supercopa moçambiquesa de futbol:
  - 2013, 2014, 2015